# Staffan Cederschiöld
Staffan Fredrik Robert Pehr Cederschiöld, född 28 januari 1847 i Stockholm, död 9 januari 1927 i Stockholm, var en svensk generaldirektör, kammarherre och politiker.

## Biografi
Cederschiöld blev student vid Uppsala universitet den 31 maj 1864, avlade juris preliminärexamen 30 maj 1865, kansliexamen den 28 maj 1867, blev extra ordinarie kanslist i civildepartementet 3 juni 1867, extra ordinarie amanuens i riksarkivet den 21 oktober 1867, den 25 augusti 1868 tjänstgörande kammarjunkare där och blev extra ordinarie kanslist i kommerskollegium 15 september 1868. Han avlade hovrättsexamen den 28 januari 1871, blev auskultant i Svea hovrätt 7 februari samma år, extra ordinarie notarie där den 22 februari samma år, blev extra ordinarie kanslist i justitierevisionsexpeditionen den 4 november 1871, var kanslist hos riksdagens statsutskott 1872–1875, blev extra ordinarie kanslist i statskontoret den 4 september 1872, blev amanuens i civildepartementet den 31 december 1874, var notarie i statsutskottet 1876–1882, blev tillförordnad kanslist i kommersekollegium den 14 mars 1876, blev kammarherre vid Kungl. Maj:ts hov den 1 december samma år och amanuens i kommerskollegium den 27 oktober 1877.
Cederschiöld var sekreterare hos kommittén för järnvägstrafikstyrelsens förvaltning 19 maj 1876–27 juli 1878, var sekreterare hos riksdagens revisorer 1877–1881, blev tillförordnat kommerseråd i kommerskollegium den 27 juni 1882, var ledamot av differentialtullkommittén 18 augusti-15 december 1886, var ledamot av riksdagens andra kammare för Stockholms stad 1888–1890 och protektionistisk ledamot av riksdagens andra kammare samt av bevillningsutskottet 1888–1890 samt kanslideputerad 1888–1890.
Han blev ordinarie kommerseråd den 4 december 1891, ledamot av riddarhusdirektionen den 4 mars 1892, tillförordnad svensk och norsk generalkonsul i Köpenhamn den 10 juli 1893, ordförande i tullstatskommittén/lagerskommittén den 5 oktober 1894–22 juni 1895 och i handels- och sjöfartskommittén den 1 juli 1898–12 december 1900. Cederschiöld var generaldirektör för Tullstyrelsen 1898–1917, var ordförande i tullstatskommittén den 6 november 1900–29 oktober 1902 och i tullstatskommissionen den 18 september 1908–1910. Han fick avsked från generaltulldirektörsämbetet den 2 mars 1917.
Staffan Cederschiöld var son till kammarrådet Rudolf Ulrik Cederschiöld i adelsätten Cederschiöld och Elisabeth Quade från Danmark. Han gifte sig den 18 november 1873 med Sophie Montgomery Cederhielm (1853–1925), dotter till fideikommissarien, brukspatronen Robert Nils Germund Montgomery-Cederhielm i friherreätten Cederhielm. Makarna Cederschiöld var föräldrar till Hugo, Margareta och Pehr Cederschiöld. De är begravna på Solna kyrkogård.

## Utmärkelser
Cederschiöld blev riddare av Danska Dannebrogorden av första graden 1882, riddare av Nordstjärneorden 1885, kommendör av andra klass av Vasaorden den 18 september 1897, kommendör av första klass av Nordstjärneorden 1900, kommendör med stora korset av Nordstjärneorden den 5 juni 1909, kommendör av Portugisiska kristiorden, kommendör av Spanska Carl den III:s orden.